# 立山山頂簡易郵便局
立山山頂簡易郵便局（たてやまさんちょうかんいゆうびんきょく）は、富山県中新川郡立山町にある郵便局である。5月中旬から期間限定で開設されている。

## 概要
住所は富山県中新川郡立山町芦峅寺ブナ坂国有林内（室堂）（ホテル立山1階）となっている。 
開設期間は夏山シーズンに合わせた5月中旬から11月上旬のみで営業時間は9:30-14:00である（2014年現在）。郵便業務のみを取り扱っている。
なお、立山山頂は日本郵便から交通困難地の指定を受けており、地外から当地宛に郵便物を送付することは出来ない。

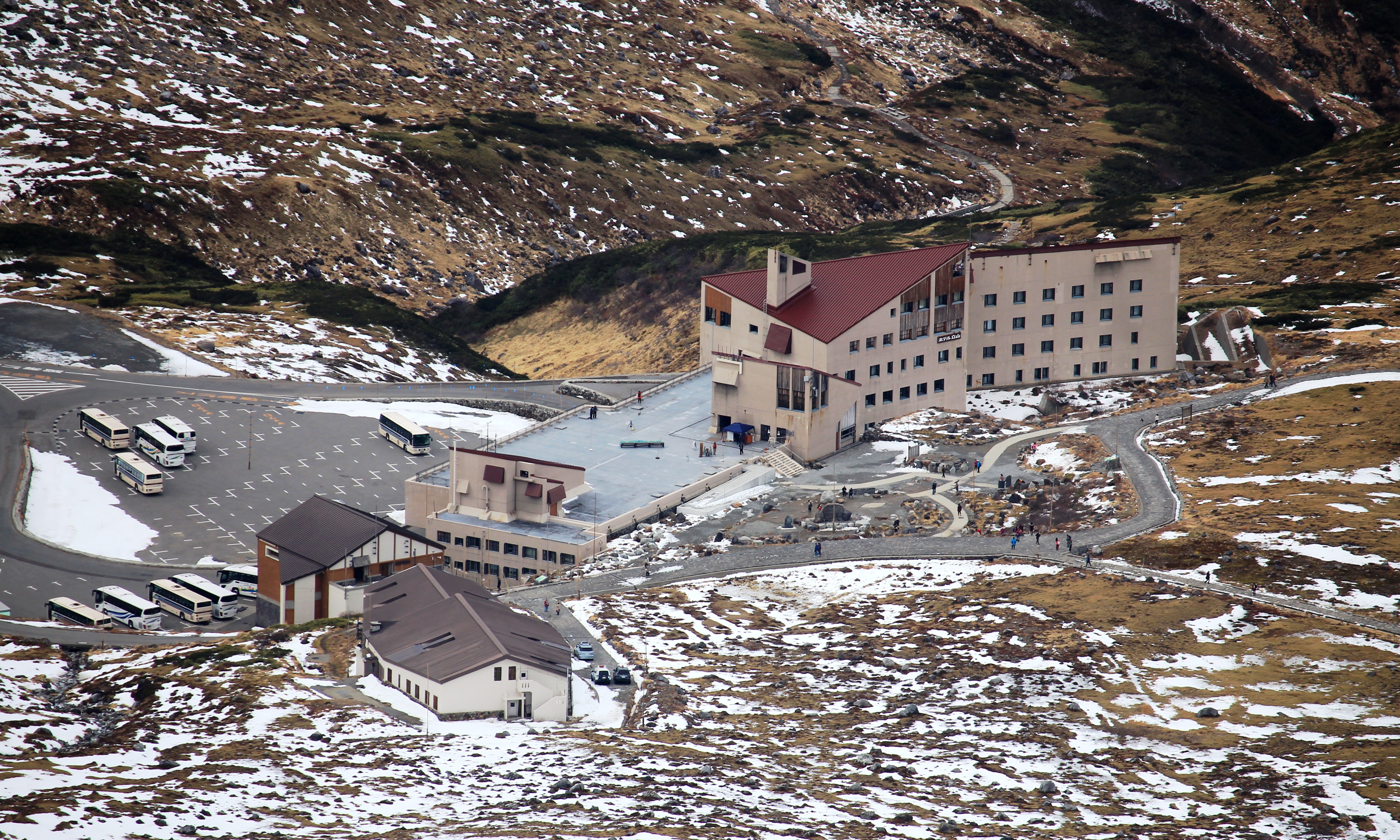
簡易郵便局がある室堂にあるホテル立山